# Пиксола
Пиксола (мар. Пикшола) — деревня в Новоторъяльском районе Республики Марий Эл. Входит в состав Пектубаевского сельского поселения.

## География
Находится в северо-восточной части республики Марий Эл на расстоянии приблизительно 20 км по прямой на запад от районного центра посёлка Новый Торъял.

## История
Известна с 1877 года, когда в деревне насчитывалось 27 дворов, 2 ветряные мельницы, 2 кузницы. К 1905 году количество дворов увеличилось до 36, отмечено 236 жителей. В 1927 году в деревне проживали: мари — 130 человек, русских — 141. В 1970 году в деревне проживали 146 жителей, уже все мари. В 1988 году было 84 жителя, 48 трудоспособных, 29 домов. В 2002 году в деревне оставалось 13 домов. В советское время работал колхоз «Борец».

## Население
Население составляло 31 человек (мари 100 %) в 2002 году, 22 в 2010.